# Massacre da Universidade de Texas
O Massacre da Universidade do Texas foi um ataque a tiros ocorrido na Universidade de Texas, em Austin, no estado do Texas, nos Estados Unidos, ocorrido no dia 1º de agosto de 1966, deixando 14 mortos e 31 feridos. O responsável foi Charles Whitman, um ex-fuzileiro naval da Marinha dos Estados Unidos e estudante desta universidade.
O ataque foi por 18 anos o maior tiroteio em massa da historia dos Estados Unidos, sendo superado 18 anos depois pelo massacre de San Ysidro McDonald's.

## Ataque
Nas primeiras horas da manhã do dia 1 de Agosto de 1966, Whitman matou a sua mulher e mãe nas suas casas. Mais tarde, levou várias armas, incluindo espingardas, uma caçadeira, e pistolas, para o Campus da Universidade do Texas, em Austin onde, durante um período de aproximadamente 90 a 95 minutos, matou 14 pessoas e feriu outras 32 numa grande quantidade de tiros à volta da torre.
Whitman disparou e matou 3 pessoas dentro da torre da universidade e 11 outros depois de disparar aleatoriamente da varanda de observação do 28º andar no edifício principal. Whitman levou um tiro e morreu, pelas mãos do polícia de Austin Houston McCoy.

## Consequências
Whitman foi enterrado ao lado da mãe e antes do enterro, descobriu-se que ele tinha um tumor no cérebro, mas para os legistas, não há evidência que isto teria contribuído ou influenciado o massacre.
A torre havia sido fechada em 1968 e depois fechou outra vez em 1975, depois de uma série de suicídios de pessoas que se jogaram do prédio. Em 1998, após a instalação de medidas da segurança, a torre foi reaberta ao público.